# 엘리 로벅
엘리 로벅(영어: Ellie Roebuck, 1999년 9월 23일 ~ )은 잉글랜드의 여자 축구 선수로 포지션은 골키퍼이다. 현재는 잉글랜드 FA 여자 슈퍼리그의 맨체스터 시티 소속으로 활동하고 있다.

## 클럽 경력
2016년 맨체스터 시티에서 성인 클럽 경력을 시작하였다.
2019-20시즌 FA 여자 슈퍼리그 초대 골든글러브를 수상하였다.

## 국가대표 경력
2018년 FIFA U-20 여자 월드컵에 선발되었다. 그해 잉글랜드 여자 축구 국가대표팀에 A매치 데뷔를 하였다.

## 수상

### 국가대표
- 2018년 FIFA U-20 여자 월드컵 3위
- 2022년 UEFA 여자 유로 우승
- 2023년 FIFA 여자 월드컵 우승

### 개인
- 2019-20 시즌 FA 여자 슈퍼리그 골든글러브